# کونگ‌فو: نسل بعدی
کونگ فو: نسل بعدی (به انگلیسی: Kung Fu: The Next Generation) یک قسمت آزمایشی از سریال تلویزیونی محصول سال ۱۹۸۷ که قرار بود دنباله ای از سریال های تلویزیونی کونگ فو (۱۹۷۲) باشد.